# Onel Hernández
Onel Lázaro Hernández Mayea, född 1 februari 1993, är en tysk-kubansk fotbollsspelare som spelar för Norwich City samt för Kubas landslag.

## Karriär
I januari 2018 värvades Hernández av Norwich City, där han skrev på ett 3,5-årskontrakt. I juni 2019 skrev Hernández på ett nytt fyraårskontrakt med Norwich. Den 29 augusti 2021 lånades Hernández ut till Middlesbrough på ett säsongslån. Den 14 januari 2022 lånades han istället ut till Birmingham City på ett låneavtal över resten av säsongen 2021/2022. I april 2023 förlängde Hernández sitt kontrakt i Norwich City fram till sommaren 2025 med option på ytterligare ett år.